# Liste der Monuments historiques in Muret
Die Liste der Monuments historiques in Muret führt die Monuments historiques in der französischen Gemeinde Muret auf.

## Liste der Bauwerke
| Bezeichnung          | Beschreibung                           | Standort                            | Kennzeichnung | Schutzstatus   | Datum          | Bild           |
| -------------------- | -------------------------------------- | ----------------------------------- | ------------- | -------------- | -------------- | -------------- |
| Château de Cadeilhac | Schloss, erbaut 1750                   | (Lage)                              | PA31000062    | Inscrit        | 2004           |                |
| Château de Rudelle   | Schloss, erbaut im 16./17. Jahrhundert | (Lage)                              | PA00094404    | Inscrit        | 1979           |                |
| Kirche St-Jacques    | Erbaut ab dem 12. Jahrhundert          | Place des Etats-du-Comminges (Lage) | PA00094405    | Classé Inscrit | 1928 1935 2005 | weitere Bilder |
| Haus                 | Erbaut im 15. Jahrhundert              | 30, rue Clément-Ader (Lage)         | PA00094406    | Inscrit        | 1940           | weitere Bilder |
| Park Clément Ader    | Erbaut 1930                            | Square Clément Ader (Lage)          | PA31000039    | Inscrit        | 1999           |                |